# Ardisia premnifolia
Ardisia premnifolia är en viveväxtart som beskrevs av C.M.Hu. Ardisia premnifolia ingår i släktet Ardisia och familjen viveväxter. Inga underarter finns listade i Catalogue of Life.